# Durant (Oklahoma)
Durant es una ciudad ubicada en el condado de Bryan en el estado estadounidense de Oklahoma. En el año 2010 tenía una población de 		15856 habitantes y una densidad poblacional de 	320,97 personas por km².

## Geografía
Durant se encuentra ubicada en las coordenadas 33°59′59″N 96°23′5″O / 33.99972, -96.38472 (33.999834, -96.384825).

## Demografía
Según la Oficina del Censo en 2000 los ingresos medios por hogar en la localidad eran de $25,328 y los ingresos medios por familia eran $32,988. Los hombres tenían unos ingresos medios de $26,574 frente a los $19,676 para las mujeres. La renta per cápita para la localidad era de $13,849. Alrededor del 22.1% de la población estaban por debajo del umbral de pobreza.